# Carli Snyder
Pour les articles homonymes, voir Snyder.
Carli Anne Snyder, née le 30 avril 1996 à Troy aux États-Unis, est une joueuse américaine de volley-ball évoluant au poste de réceptionneuse-attaquante.

## Biographie
Elle naît à Troy, petite commune de l’État américain du Michigan.

### Carrière
Elle commence la pratique du volley-ball avec les jeunes de la formation de Michigan Elite avant de la poursuivre au sein de la Dakota High School (en). Elle rejoint ensuite l'université de Floride. Avec l'équipe des Gators (en), elle dispute le Championnat NCAA de 2014 à 2017. Durant sa période universitaire, elle atteint la finale nationale lors de son année senior et obtient plusieurs prix individuels.
Elle signe durant l'intersaison 2018 son premier contrat professionnel avec le club français de l'ASPTT Mulhouse. A son arrivée, elle compense numériquement le départ de la Belge Britt Herbots. Deux ans plus tard, elle rejoint un autre club du championnat : le Volley-Ball Nantes, avec lequel elle joue durant une saison.
En 2021, elle s'engage avec le Racing Club de Cannes. Avec le club cannois, elle s'incline par deux fois en finale de la Coupe de France, en 2022 et 2023. Lors de la saison 2023-2024, elle effectue son retour à Mulhouse. Le 30 mars 2024, elle perd une nouvelle finale de Coupe de France face aux Neptunes de Nantes.

### Équipe nationale américaine
Avec l'équipe des États-Unis des moins de 18 ans, elle remporte le Championnat d'Amérique du Nord en 2012, tournoi où elle est désignée meilleure joueuse.

## Clubs
- ASPTT Mulhouse (2018–2020)
- VB Nantes (2020–2021)
- RC Cannes (2021–2023)
- Volley Mulhouse Alsace (2023–2024)
- Grand Rapids Rise (en) (2024–)

## Palmarès

### En sélection nationale
- Championnat d'Amérique du Nord des moins de 18 ans (1) :
  - Vainqueur en 2012.

### Universitaire
- Championnat NCAA :
  - Finaliste en 2017.

### En club
- Coupe de la WEVZA :
  - Finaliste en 2022 (it).

- Coupe de France :
  - Finaliste en 2022, 2023, 2024.

### Distinctions individuelles
en sélection
- Meilleure joueuse du Championnat d'Amérique du Nord des moins de 18 ans 2012.

en club
- Meilleure réceptionneuse-attaquante du Championnat de France 2020.
- Meilleure réceptionneuse-attaquante du Championnat de France 2021[6].